# Katharina Lanz

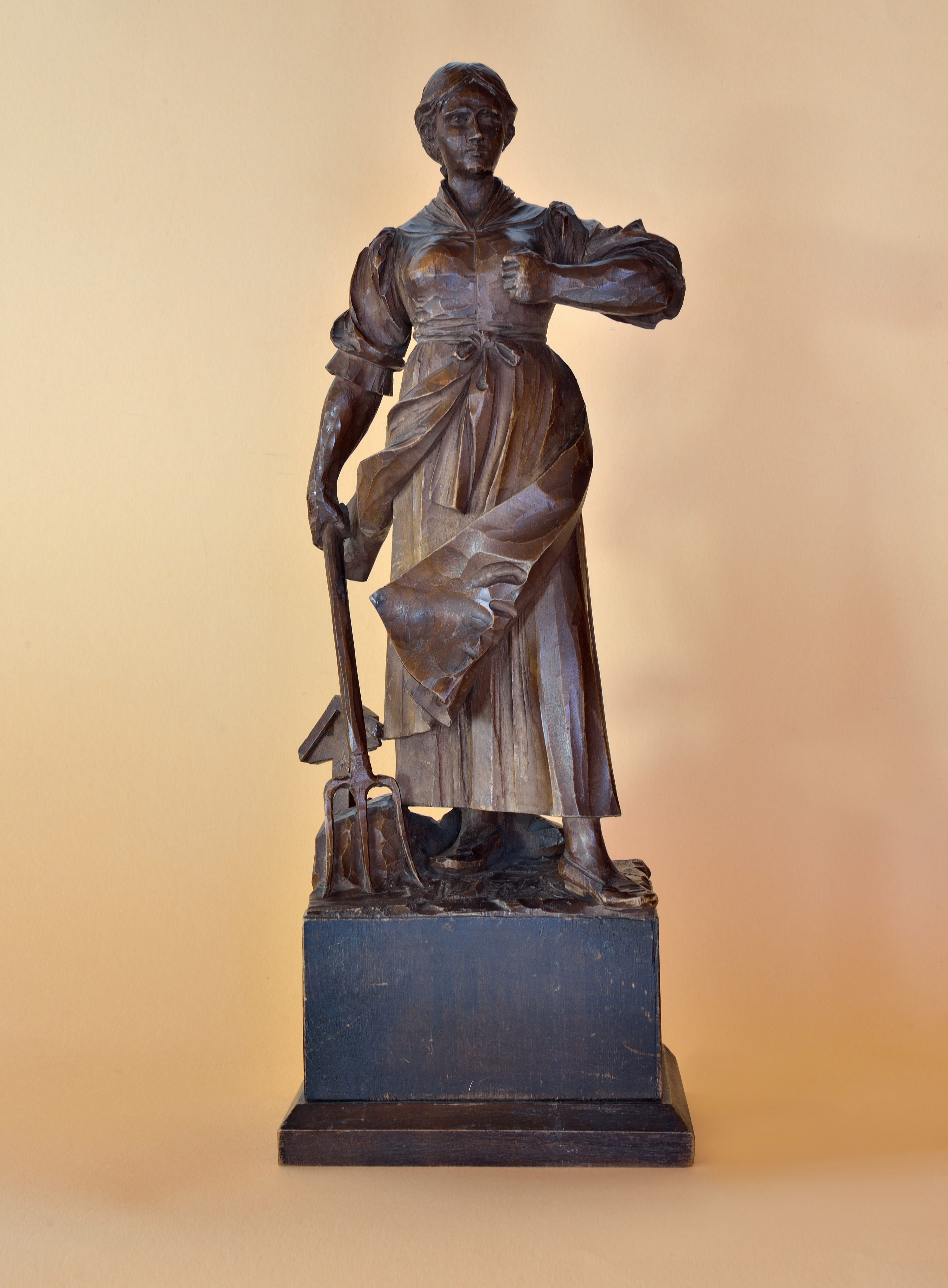
Katharina Lanz. Holzskulptur von Anton Pitscheider, Kopie der in Buchenstein stehenden Bronzeskulptur von Josef Parschalk

Katharina Lanz, auch ladinisch Catarina Lanz (* 21. September 1771 in St. Vigil in Enneberg, Südtirol; † 8. Juli 1854 in Andratz, Buchenstein) war eine Magd und Tiroler Freiheitskämpferin. Sie gilt als eine Art  Jeanne d’Arc Tirols (gemeinsam mit der ebenfalls aus Tirol stammenden Giuseppina Negrelli). Im Gegensatz zu Eleonore Prochaska und anderen Frauen kämpfte sie als Bauernmagd und nicht als Mann verkleidet.
Sie kämpfte (wie auch Michael Pfurtscheller und Anton Reinisch) in der Schlacht von Spinges bei Mühlbach (Südtirol) am 2. April 1797 an der Seite eines Inntaler Schützenaufgebots gegen eine Division der napoleonischen Armee. Der Anführer des Landsturms berichtete: „Man sah hier unter anderen eine Bauernmagd aus Spinges, die mit zusammengegürtetem Unterkleide und fliegenden Haaren auf der Friedhofsmauer stehend die anstürmenden Feinde mit ihrer kräftig geführten Heugabel hinunterstieß.“
Etwa ab 1807 wurde diese zur Symbolfigur des Freiheitskampfes der Tiroler in den Franzosenkriegen (Koalitionskriege).
In der Pfarrkirche zu Spinges erinnert ein Glasfenster an selbige. Dargestellt ist sie in der Kapellentür (entgegen dem Bericht, dass sie auf der Friedhofsmauer stand), mit der Heugabel gegen französische Soldaten kämpfend und sie so von der Kapelle wegdrängend. Die Bildunterschrift lautet: Keines frechen Fremdlings Fußtritt Soll das Heiligtum beflecken, Will Altar und Tabernakel Noch mit meiner Liebe decken!